# Ренбусар
Ренбусар је једноседа ваздухопловна једрилица, дрвене конструкције. Направљена је у Краљевини Југославија 1936—1937. године у радионици Академског Аероклуба Београд намењена такмичењима и тренажи спортских пилота и једриличара.

## Пројектовање и развој
Произвођач и конструктор једрилица Алекандер Шлајхер је почео 1932. тражити једрилицу која ће попунити празнину између Грунау Баби-а и високо способних једрилица тога доба а да буде јефтинија од њих. Ангажовао је пројектанта Ханса Јакобса а резултат је био Ренбусар која је први пут полетела 1933. године.

### Технички опис
Ренбусар је била једрилица дрвене конструкције. Труп јој је био елипсастог облика обложен оплатом од шпера. На кљуну је била смештена отворена пилотска кабина са вертробраном од плексигласа.
Крила су била равна, комбинованог облика: корен и средишњи део крила је био правоугаоник а врх крила је био трапезастог облика са заобљеним крајевима. Крило је било постављено на горњој ивици трупа тако да је летелица била класификована као висококрилни моноплан. Носећа конструкција крила је била дрвена са предње стране обложена дрвеном лепенком а задње ивице крила и управљачке површине пресвучене су импрегнираним платном. Аеропрофил крила је био Gö 535. Крила су била опремљена аеродинамичким  Schempp-Hirth кочницама.
Као стајни трап овој једрилици је служио дрвени клизач (скија) причвршћен амортизерима од тврде гуме. На репу једрилице налазила се еластична дрљача.

## Карактеристике
Карактеристике наведене овде се односе на једрилицу Ренбусар а према изворима
| Финеса      | 1 : 19,8 при брзини 67,3 km/h |
| Перформансе | - максимална брзина 130 km/h - минимална брзина 50 km/h - макс. брзина аеро вуче 120 km/h - макс. брзина витла 80 km/h - минимално пропадање 0,88 m/s при брзини 57,7 km/h |
| Димензије   | - размах крила 14,30m - дужина 5,80m - висина 2,00m - површина крила 14,10m² - аеропрофил крила Gö 535 - виткост 14,50 - макс. оптеречење крила; 17,4 kg/m²                |
| Маса        | - сопствена 150 kg - носивост 95 kg - полетна 245 kg - водени баланс; нема                                                                                                 |

## Оперативно коришћење
Једрилица Ренбусар се производила у Немачкој почев од 1934. године и до краја рата је произведено преко 220 примерака ових једрилица.
Једини примерак у Краљевини Југославији је израђен у радионици Академског Аероклуба у Београду 1936—37. Пошто је у то време била најбоља једрилица у Југославији учествовала је на разним такмичењима и два пута узастопце (1938. и 1939) освајала је прва места на националном једриличарском првенству и Марибору. Била је регистрована ознаком YU-OLUJ. Са овом једрилицом је 2. јуна 1940. године доживео удес на Бањичком вису у Београду наставник једриличарства и члан Академског аероклуба студент технике Душан Недокланац. Том приликом Душан је погинуо а једина једрилица Ренбусар је тотално уништена.

## Сачувани примерци
У Србији није сачувана ова једрилица нити њени остатци. У Немачкој је једна једрилица овог типа регистарског броја D-7059 произведена 1937. године, потпуно ремонтована 1993. године и од тада је у летном стању. Од 1993. ова једрилица је имала 340 полетања и 132 сата лета. Влада покрајине Хеасен га је прогласила 2011. за Мобилни технички споменик и сада је на рестаурирацији. У 2010. години на евиденцији ваздухоплова су била још активна три Ренбусар-а, два у Немачкој и један у Белгији. У музеју ваздухопловства Финске се чувају остатци трупа ове једрилице.

## Земље које су користиле ову једрилицу
| - Аустрија - Аргентина - Белгија - Трећи рајх - Краљевина Југославија - Швајцарска | - Холандија - Финска - Летонија - Норвешка - Немачка - Велика Британија |